# Pietra runica di Odendisa
La Pietra runica di Odendisa (in svedese "Odendisastenen"), a volte chiamata Pietra runica di Hassmyra, è una pietra runica eretta a Hassmyra, nella Västmanland, in Svezia. La pietra contiene una poesia in versi allitterati ed è una delle poche pietre runiche che ricordano una donna (la sola in tutta la Svezia).
| KumbR hifrøya til Hasvimyra æigi bætri, þan byi raðr. | Non verrà a Hassmyra una migliore massaia, che organizzerà la proprietà. |  |

È da notare che lei era "colei che organizzava la proprietà." Questa iscrizione runica si riferisce alla centralità della donna nella società dell'alto medioevo scandinavo ("Epoca vichinga") dove la donna controllava le terre e aveva le chiavi delle costruzioni.
Odendisa (in norreno Óðindísa) significa "dea di Odino", un nome unico e non ritrovato da nessuna altra parte. Anche il nome di suo marito è davvero raro.
Il primo riferimento alla pietra nei tempi moderni è nel XVII secolo. Come dice la tradizione, un contadino scoprì la pietra mentre arava i campi. Pochi anni dopo si spaccò in due parti, ma fu riparata all'inizio del XX secolo e innalzata nuovamente.